# Norske tog typ 73

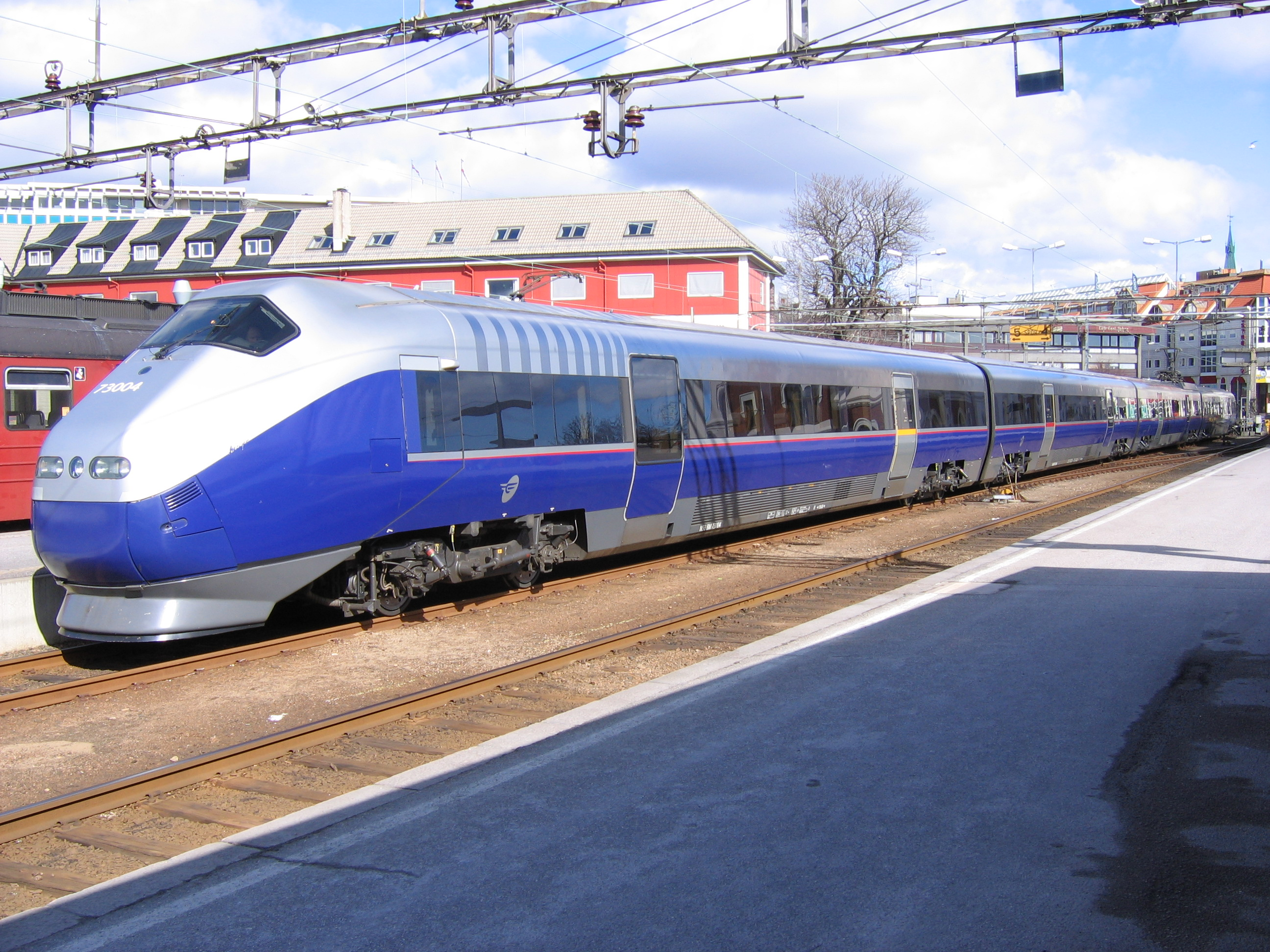
Type 73A

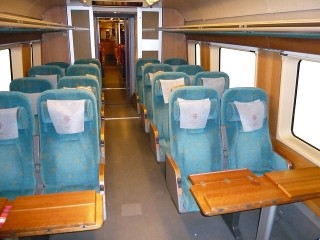
BMU73 - Interiör i standardkupé

Type 73 är ett norskt snabbtåg, med lutningsbar vagnskorg. Tågen ägs av det statliga företaget för järnvägsfordon,  Norske tog. Det används av tågoperatören Vy.
Typ 73 är resultatet av en lång utvecklingsprocess. Redan under slutet av 1970-talet planerades för en ny generation norska motorvagnståg med lutningsbar vagnkorg. Istället valdes en ny generation tyskkonstruerade loktåg, med loket El-17 som dragkraft och topphastigheten 150 km/h. Under 1990-talet beställdes dock en ny generation norska motorvagnståg för topphastigheten 210 km/h. Till att börja med beställdes trevagnars motorvagnståg för regionaltågstrafik på sträckan Oslo city−Gardermoens flygplats (Flytoget), betecknade Typ 71. Något senare beställdes en vidareutvecklad, fyrvagnars variant med beteckningen Typ 73. Modellen kallas ofta BM73, eftersom det finns en sådan märkning på tågen, men BM73 är beteckningen på de två vagnarna med förarhytt. 
Varken Typ 71 eller Typ 73 har exporterats. Det finns två varianter av Typ 73, nämligen Typ 73A och Typ 73B.

## Teknik
Typ 73 har en topphastighet av 210 km/h, men det finns bara en sträcka i Norge som tillåter det – Gardermobanen.
Vagnkorgarna (karosserna) är tillverkade av rostfritt stål av svenska före detta statliga Kalmar Verkstad. Vagnkorgarna transporterades till Oslo för slutmontage. Tågsätten är elektriskt drivna (asynkronmotorer), med drivmotorer i tre av de fyra vagnarna.
Tågen har trycktröga vagnkorgar, vilket innebär att luckor tillfälligt stänger av extern lufttillförsel vid infart i tunnel, så att passagerarna inte känner någon kraftig luftstöt. Tågsätten har vidare hydrauliskt rörliga koppel, som är infällda och dolda bakom en kåpa i fronten när de inte används (mindre luftmotstånd). Strömavtagaren sitter monterad på en rörlig ram, så att den alltid ligger vågrätt i förhållande till kontaktledningen, även då korgen lutar. (På svenska X 2000 kan dock inte drivenheten luta och därför krävs inte samma typ av komplicerade montage).

## Typ 73A
Typ 73A har bistro ombord. De körs på vissa fjärrförbindelser inom Norge; Oslo−Trondheim (tågen hyrs ut till SJ Norge) och Oslo−Stavanger (tågen hyrs ut till Go-Ahead Nordic). Dessa tågturer kallades under perioden 1999−2006 Signatur. De ingår numera i trafikkonceptet Regiontog.
Norske tog har 14 stycken Typ 73A. Varje tågsätt har 204 sittplatser.

## Typ 73B
Typ 73B har ingen bistro ombord utan endast varuautomater.
Typ 73B trafikerar sträckorna Oslo−Halden och Oslo−Halden−Göteborg. Oslo-Göteborg räknas som en förlängning av de rena regionaltågen Oslo−Halden, det vill säga tågen Oslo−Göteborg stannar där regionaltågen Oslo−Halden stannar. Ibland används Typ 73A istället.
Tågsätten Typ 73B (sex stycken) byggdes 2001 av Adtranz och ägs av Norske tog. De har 243 sittplatser.